# Catie DeLoof
Catie DeLoof (Detroit, 12 de febrero de 1997) es una deportista estadounidense que compite en natación, especialista en el estilo libre. Sus hermanas Alexandra y Gabby compiten en el mismo deporte.
En los Juegos Olímpicos de Tokio 2020 formó parte del relevo 4 × 100 m libre ganador de la medalla de bronce. En los Juegos Panamericanos de 2023 consiguió cinco medallas, plata en 4 × 100 m libre, 4 × 100 m estilos y 4 × 100 m libre mixto y bronce en 50 m libre y 100 m libre.

## Palmarés internacional
| Juegos Olímpicos     | Juegos Olímpicos | Juegos Olímpicos  | Juegos Olímpicos      |
| Año                  | Lugar            | Medalla           | Prueba                |
| -------------------- | ---------------- | ----------------- | --------------------- |
| 2020                 | Tokio (Japón)    | Medalla de bronce | 4 × 100 m libre       |
| Juegos Panamericanos |                  |                   |                       |
| Año                  | Lugar            | Medalla           | Prueba                |
| 2023                 | Santiago (Chile) | Medalla de plata  | 4 × 100 m libre       |
| 2023                 | Santiago (Chile) | Medalla de plata  | 4 × 100 m estilos     |
| 2023                 | Santiago (Chile) | Medalla de plata  | 4 × 100 m libre mixto |
| 2023                 | Santiago (Chile) | Medalla de bronce | 50 m libre            |
| 2023                 | Santiago (Chile) | Medalla de bronce | 100 m libre           |

1. ↑  Compitió en la serie preliminar.